# "Heb je nog geneukt" tour 2010
De "Heb je nog geneukt" tour 2010 was een theatertournee van Jiskefet die plaatsvond van 3 tot 8 april 2010 in de Heineken Music Hall in Amsterdam. De televisieregistratie werd uitgezonden door de VPRO op 14 april 2010. 

## Geschiedenis
De televisieserie Jiskefet stopte in 2005. In april 2010 kwam de complete dvd-box van de Jiskefet-sketches van De Lullo's uit en besloten werd de uitreiking daarvan kleinschalig te vieren in Carré. Omdat deze zaal niet beschikbaar was werd een avond in de Heineken Music Hall geboekt en later werd een tweede avond gepland voor televisieregistratie. De kaartverkoop viel aanvankelijk wat tegen maar na een interview in De wereld draait door op 15 maart 2010 werd de vraag naar kaarten zo groot dat de tour werd uitgebreid tot zes theatervoorstellingen voor 3500 man publiek.

## Inhoud
De theatervoorstellingen bevatten nieuwe sketches van verschillende Jiskefet-typetjes, muziek en ballet.

### Sketches
- De Lullo's (Van Binsbergen, Kerstens en Kamphuijs)
- De Duitse soldaten Wolfgang en Günther
- Debiteuren Crediteuren

### Liedjes
- Lullo, heb je nog geneukt (door De Lullo's)
- Technofax (door de Duitse soldaten en Kees Prins)
- Under My Thumb (van Rolling Stones, door Michiel Romeyn)
- Josje (van Ramses Shaffy, door Michiel Romeyn)
- Haar in mijn glas (door Kees Prins)
- Dit is mijn club (door Kees Prins)

## Acteurs
- Kees Prins
- Herman Koch
- Michiel Romeyn

### Gastacteurs
- Loes Haverkort
- Anniek Pheifer

## Muzikanten
- Leon Klaasse: drums
- Peter Warnier: basgitaar
- Jac Bico: gitaar
- Bart van Poppel: Hammondorgel